# Gummersbacher Kleinbahnen
| |                                          |                                                      |                                                      |
| Kursbuchstrecke (DB): | 240 k (1950)                             |                                                      |                                                      |
| Kursbuchstrecke: | 240e (Gummersbach – Dümmlinghausen 1946) |                                                      |                                                      |
| Streckenlänge: | 15,1 km                                  |                                                      |                                                      |
| Spurweite: | 1435 mm (Normalspur)                     |                                                      |                                                      |
| Stromsystem: | 600 V Oberleitung =                      |                                                      |                                                      |
| |                                          |                                                      |                                                      |
| \| \| \| Thalbecke \| \| \| \| \| Mühlenseßmar \| \| \| \| \| Tapetenfabrik \| \| \| \| \| Brückenstraße/Bachstraße \| \| \| \| \| Rathausstraße \| \| \| \| \| Bahnhofstraße \| \| \| \| \| Gummersbach Bahnhof \| \| \| \| \| \| \| \| \| \| Nöckelseßmar \| \| \| \| \| Zanellafabrik \| \| \| \| \| Vosselstraße \| \| \| \| \| Niederseßmar Kölnerstraße \| \| \| \| \| \| \| \| \| \| Niederseßmar Staatsbahnhof \| \| \| \| \| Bahnstrecke Siegburg–Olpe \| \| \| \| \| Betriebshof \| \| \| \| \| Betriebshof \| \| \| \| \| Betriebshof \| \| \| \| \| Rebbelroth Post \| \| \| \| \| Rebbelroth Bahnhof/Badeanstalt \| \| \| \| \| Großenohl \| \| \| \| \| Derschlag Bahnhof \| \| \| \| \| Derschlag Mitte \| \| \| \| \| Derschlag Abzweig/Post \| \| \| \| \| Güterbahnhof, Übergabe zur Bahnstrecke Siegburg–Olpe \| \| \| \| \| \| \| \| \| \| Derschlag Vereinshaus \| \| \| \| \| Lindenstraße \| \| \| \| \| Kloster \| \| \| \| \| Dümmlinghausen \| \| \| \| \| Dümmlinghausen Post \| \| \| \| \| Auf dem Kamp \| \| \| \| \| Genkelmündung \| \| |                                          |                                                      |                                                      |
| Kopfbahnhof Streckenanfang (Strecke außer Betrieb) |                                          | Thalbecke                                            | Thalbecke                                            |
| Bahnhof (Strecke außer Betrieb) |                                          | Mühlenseßmar                                         | Mühlenseßmar                                         |
| Kopfbahnhof Streckenanfang (Strecke außer Betrieb) · Strecke (außer Betrieb) |                                          | Tapetenfabrik                                        | Tapetenfabrik                                        |
| Haltepunkt / Haltestelle (Strecke außer Betrieb) · Strecke (außer Betrieb) |                                          | Brückenstraße/Bachstraße                             | Brückenstraße/Bachstraße                             |
| Haltepunkt / Haltestelle (Strecke außer Betrieb) · Strecke (außer Betrieb) |                                          | Rathausstraße                                        | Rathausstraße                                        |
| Haltepunkt / Haltestelle (Strecke außer Betrieb) · Strecke (außer Betrieb) |                                          | Bahnhofstraße                                        | Bahnhofstraße                                        |
| Bahnhof (Strecke außer Betrieb) · Strecke (außer Betrieb) |                                          | Gummersbach Bahnhof                                  | Gummersbach Bahnhof                                  |
| Abzweig geradeaus und von links (Strecke außer Betrieb) · Strecke nach rechts (außer Betrieb) |                                          |                                                      |                                                      |
| Bahnhof (Strecke außer Betrieb) |                                          | Nöckelseßmar                                         | Nöckelseßmar                                         |
| Haltepunkt / Haltestelle (Strecke außer Betrieb) |                                          | Zanellafabrik                                        | Zanellafabrik                                        |
| Haltepunkt / Haltestelle (Strecke außer Betrieb) |                                          | Vosselstraße                                         | Vosselstraße                                         |
| Haltepunkt / Haltestelle (Strecke außer Betrieb) |                                          | Niederseßmar Kölnerstraße                            | Niederseßmar Kölnerstraße                            |
| Strecke nach links (außer Betrieb) · Strecke von rechts (außer Betrieb) |                                          |                                                      |                                                      |
| Bahnhof (Strecke außer Betrieb) · Haltepunkt / Haltestelle (Strecke außer Betrieb) |                                          | Niederseßmar Staatsbahnhof                           | Niederseßmar Staatsbahnhof                           |
| Abzweig geradeaus und nach rechts (Strecke außer Betrieb) · Strecke (außer Betrieb) |                                          | Bahnstrecke Siegburg–Olpe                            | Bahnstrecke Siegburg–Olpe                            |
| Abzweig geradeaus und von links (Strecke außer Betrieb) · Abzweig geradeaus und nach rechts (Strecke außer Betrieb) |                                          | Betriebshof                                          | Betriebshof                                          |
| Dienststation / Betriebs- oder Güterbahnhof (Strecke außer Betrieb) · Abzweig geradeaus, nach rechts und von rechts (Strecke außer Betrieb) |                                          | Betriebshof                                          | Betriebshof                                          |
| Haltepunkt / Haltestelle (Strecke außer Betrieb) |                                          | Betriebshof                                          | Betriebshof                                          |
| Haltepunkt / Haltestelle (Strecke außer Betrieb) |                                          | Rebbelroth Post                                      | Rebbelroth Post                                      |
| Haltepunkt / Haltestelle (Strecke außer Betrieb) |                                          | Rebbelroth Bahnhof/Badeanstalt                       | Rebbelroth Bahnhof/Badeanstalt                       |
| Haltepunkt / Haltestelle (Strecke außer Betrieb) |                                          | Großenohl                                            | Großenohl                                            |
| Haltepunkt / Haltestelle (Strecke außer Betrieb) |                                          | Derschlag Bahnhof                                    | Derschlag Bahnhof                                    |
| Haltepunkt / Haltestelle (Strecke außer Betrieb) |                                          | Derschlag Mitte                                      | Derschlag Mitte                                      |
| Haltepunkt / Haltestelle (Strecke außer Betrieb) |                                          | Derschlag Abzweig/Post                               | Derschlag Abzweig/Post                               |
| Dienststation / Betriebs- oder Güterbahnhof (Strecke außer Betrieb) · Strecke (außer Betrieb) |                                          | Güterbahnhof, Übergabe zur Bahnstrecke Siegburg–Olpe | Güterbahnhof, Übergabe zur Bahnstrecke Siegburg–Olpe |
| Strecke nach links (außer Betrieb) · Abzweig geradeaus und von rechts (Strecke außer Betrieb) |                                          |                                                      |                                                      |
| Bahnhof (Strecke außer Betrieb) |                                          | Derschlag Vereinshaus                                | Derschlag Vereinshaus                                |
| Haltepunkt / Haltestelle (Strecke außer Betrieb) |                                          | Lindenstraße                                         | Lindenstraße                                         |
| Bahnhof (Strecke außer Betrieb) |                                          | Kloster                                              | Kloster                                              |
| Bahnhof (Strecke außer Betrieb) |                                          | Dümmlinghausen                                       | Dümmlinghausen                                       |
| Haltepunkt / Haltestelle (Strecke außer Betrieb) |                                          | Dümmlinghausen Post                                  | Dümmlinghausen Post                                  |
| Haltepunkt / Haltestelle (Strecke außer Betrieb) |                                          | Auf dem Kamp                                         | Auf dem Kamp                                         |
| Kopfbahnhof Streckenende (Strecke außer Betrieb) |                                          | Genkelmündung                                        | Genkelmündung                                        |

Die Gummersbacher Kleinbahnen waren eine eingleisige, elektrifizierte, normalspurige Eisenbahnstrecke auf Gummersbacher Stadtgebiet. Bis in die 1950er Jahre diente sie als Straßenbahn- und Güterverkehrsstrecke. Sie führte von Gummersbach über Nöckelseßmar, Niederseßmar, Derschlag und Dümmlinghausen bis zur Genkelmündung, in Nöckelseßmar zweigte eine drei Kilometer lange Stichstrecke zu den Steinbrüchen bei Talbecke ab. Die Kleinbahn zweigte in Niederseßmar und Derschlag von der Bahnstrecke Siegburg–Olpe (Aggertalbahn) ab und verkehrte auf deren ursprünglichem Gleis.
Eigentümer der Gummersbacher Kleinbahnen waren bis zum 31. Januar 1951 die Stadt Gummersbach sowie der Oberbergische Kreis, anschließend die Oberbergische Verkehrsgesellschaft (OVAG).

## Geschichte
Ab 1907 gab es durch die im Stadtgebiet unterschiedlichen Verkehrsbedingungen erste Planungen zum Bau einer Straßenbahn. Im Jahr 1910 wurde die Staatsbahnstrecke auf dem Gebiet zwischen Niederseßmar und Derschlag (12 Kilometer) an den Hang verlegt. So konnte die alte Trasse, die mitten durch den Ort führte, als Straßenbahntrasse und Güterverkehrsbahn übernommen werden. Sie diente neben dem Personentransport vor allem der Erschließung der Industrie. Vom 27. März 1915 an wurde der Betrieb zwischen Gummersbach und Derschlag mit angemieteten Dampflokomotiven  aufgenommen, ab dem 3. April 1916 auch bis zur Genkelmündung. Am 1. Oktober 1916 begann der elektrische Betrieb mit 600 Volt Gleichstrom bis Derschlag, ab dem 25. November 1919 auch bis zur Genkelmündung. Die Betriebsführung war der Continentalen Eisenbahn-Bau- und Betriebs-Gesellschaft übertragen worden, die jedoch noch vor Betriebseröffnung in der AG für Bahn-Bau und -Betrieb aufgegangen war; diese nahm die Betriebsführung zur Eröffnung wahr.
Geplant waren auch drei weitere Projekte: eine Verlängerung der Straßenbahn nach Bergneustadt, eine Stichstrecke nach Eckenhagen und eine Straßenbahnstrecke zwischen Osberghausen und Niederseßmar. Die ersten beiden Projekte wurden mit Hinweis auf die Kosten fallengelassen. Das dritte Projekt wurde aus Sicherheitsgründen von der Reichsbahndirektion Elberfeld verweigert: in diesem Bereich war der Direktion im Gegensatz zum Abschnitt zwischen Niederseßmar und Derschlag das Sicherheitsrisiko einer Straßenbahn auf dem alten Staatsbahngleis zu hoch.
Den Personenverkehr übernahmen zweiachsige Straßenbahnwagen, die meist solo unterwegs waren, es gab aber auch vier Beiwagen. Der Güterverkehr fand mit vier elektrischen Lokomotiven statt.
Personenverkehr wurde nur zwischen Gummersbach Tapetenfabrik und Dümmlinghausen durchgeführt. Die Züge verkehrten etwa jede halbe Stunde zwischen 4.00 Uhr und 23.30 Uhr.
Mit dem Bau der Aggertalsperre 1927 gab es ein hohes Aufkommen an Pendlern durch Gastarbeiter, die in Derschlag von der Staatsbahn auf die Straßenbahn der Gummersbacher Kleinbahnen zur Genkelmündung hinter Dümmlinghausen umstiegen. Lag das Güterverkehrsaufkommen sonst zwischen 50.000 t und 100.000 t, so betrug es 1927/28 167.388 t. 1927/1928 wurden 616.644 Personen befördert, 1939/1940 916.836. 
Am 1. April 1938 übernahm die Rheinisch-Westfälisches Elektrizitätswerk AG (RWE) die Betriebsführung.
1945 wurde der Abschnitt Dümmlinghausen–Genkelmündung stillgelegt und am 15. April 1949 wieder in Betrieb genommen, allerdings 1950 endgültig stillgelegt. Am 18. Mai 1953 folgte der Personenverkehr von Gummersbach nach Derschlag. Zwischen Derschlag und Dümmlinghausen folgte die Gesamtstilllegung am 4. Oktober 1953, der Güterverkehr Niederseßmar–Talbecke am 1. Oktober 1956. Der Anschluss zur Staatsbahn in Oberderschlag wurde 1953 entfernt. In Niederseßmar folgte der Abbau der Kleinbahngleise bis auf die für den Restverkehr zum Kalkwerk benötigten Anlagen. Dieser Restverkehr hielt sich noch bis 1965.
Der Betrieb der Straßenbahn wurde, bis Bergneustadt verlängert, auf eine Oberleitungsbus-Linie umgestellt (siehe Oberbergische Verkehrsgesellschaft). Diese hielt sich aber auch nur für neun Jahre, dann wurde der Betrieb auf Omnibusse umgestellt und hält sich so bis heute.

## Streckenbeschreibung
Die Strecke begann an der noch heute vorhandenen Tapetenfabrik Richtung Windhagen, in der Innenstadt gab es die Haltestellen Brückenstraße (später Bachstraße), Rathausstraße und Bahnhofstraße (letztere vor dem ehem. Kaufhaus Schramm/Saturn (bis 2015)). Sie verlief dann auf der rechten Straßenseite bis zum Gefälle nach Niederseßmar/Nöckelseßmar. Der Abzweig in Nöckelseßmar Richtung Talbecke lag am Fuß des Gefälles. Hier befand sich das einzige Lichtsignal der Strecke, es diente zur Absicherung der Steigung nach Gummersbach.
Auf der Straße auf der rechten Seite verlief die Strecke nun an den Haltestellen Zanellafabrik und Vosselstraße vorbei bis zum Dreieck, wo sie an der Haltestelle Niederseßmar Kölner Straße weiter Richtung Derschlag weiter führte. Ein Stück weiter mündete nach der Haltestelle „Niederseßmar Staatsbahnhof“ das Verbindungsgleis zur Staatsbahnstrecke ein, ab hier nutzte die Bahn auch deren alte Trasse. Nach einem Anschluss des Kalkwerkes folgte die Haltestelle Betriebshof und dessen Zufahrtgleis zur drei-, später viergleisigen Fahrzeughalle und einer Verbindung zum Kleinbahn-Güterbahnhof. Bis zum Bahnhof Derschlag verlief die Strecke dann weiter auf der linken Straßenseite, am Ende der alten Trasse am Derschlager Staatsbahnhof (mit gleichnamiger Haltestelle) vorbei.
In Derschlag folgten die Gleise weiter an dem heute noch vorhandenen Hotel Huland entlang bis zur Kreuzung Richtung Bergneustadt/Dümmlinghausen/Reichshof, an der sich damals die Derschlager Post befand. Hier nahm sie eine Linkskurve und verlief bis zur heutigen Bushaltestelle Vereinshaus, wo sie sich auf der rechten Straßenseite mit dem Gleis aus dem Güterbahnhof vereinigte und bis zur Ortsgrenze Dümmlinghausen weiter verlief. Jener Güterbahnhof erstreckte sich auf dem Gelände, auf dem sich heute ein Lebensmitteldiscounter, Reifenservice und der Busbahnhof befinden. Vor dem Busbahnhof gab es einen Bahnübergang, der Anschluss an das Staatsbahngleis befand sich hinter der heute noch vorhandenen Gaststätte Holländer Diele, wo heute noch eine alte Metallbrücke zu sehen ist.
Der Abschnitt von Derschlag nach Dümmlinghausen diente vor allem dem alten Steinbruchbetrieb am Ende der Aggertalstraße und dem Bau der Aggertalsperre. Zwei Güterbahnhöfe gab es damals in Dümmlinghausen, einer lag in der Gegend der heutigen Bushaltestelle Leimicke Abzw., der andere Güterbahnhof am Fuß der Aggertalsperre mit einem Anschluss zum Brecher am heutigen Wendekreis. Die Trasse verlief ab Leimicke Abzw. hinter der Otto Kind AG und verschwand nach der Kreuzung Richtung Bernberg an der Agger entlang auf einem Bahndamm hinter den Wohnhäusern. Ab der ersten Kurve der Aggertalstraße befand sich die Trasse dann im Straßenplanum und wechselte auf Höhe des Stauseedamms die Straßenseite in Richtung des Güterbahnhofs. Der Personenverkehr der Straßenbahn endete dort, wo auch heute noch die Bushaltestelle Auf dem Kamp ist. Die Gleise wurden schon nach der Stilllegung in den 1950er Jahren abgebrochen, die Gebäude des Steinbruchs an der Aggertalstraße verschwanden in den 1980er Jahren. Die Eisenbahnanlagen sind heute nur noch zu erahnen, vor allem anhand des Bahndamms an der Agger und des Einschnitts an der Kreuzung (heutiger Kreisverkehr) nach Bernberg, an der sich heute eine Einfahrt befindet.

## Fahrzeuge
Bei der Aufnahme des elektrischen Betriebes waren zwei vierachsige und eine zweiachsige Lokomotive von AEG vorhanden, 1926 wurde eine weitere vierachsige Lokomotive geliefert. Für den Personenverkehr gab es fünf zweiachsige Triebwagen von der Waggonfabrik Uerdingen und zwei Beiwagen. 1927 wurde ein weiterer Triebwagen bei der Waggonfabrik Wismar beschafft. 1949 kamen noch zwei Kriegsstraßenbahnwagen (KSW) hinzu. Gebraucht waren auch noch drei weitere Beiwagen beschafft worden. 